# Globiscala arjani
Globiscala arjani is een slakkensoort uit de familie van de Epitoniidae. De wetenschappelijke naam van de soort is voor het eerst geldig gepubliceerd in 2007 door Kokshoorn & Goud.